# Jose Advincula
Jose Advincula, né le 30 mars 1952 à Dumalag, est un prélat catholique philippin. Ordonné prêtre en 1976, il devient évêque en 2001 et est créé cardinal en 2020. Évêque de San Carlos de 2001 à 2011, il est archevêque de Capiz (en) de 2011 à 2021, date à laquelle il devient archevêque de Manille.

## Biographie
Né le 30 mars 1952 à Dumalag (Capiz), il a étudié au séminaire Saint-Pie-X de Roxas City, notamment la philosophie. Advincula est ensuite élève de l'Université de Santo Tomas à Manille, où il est diplômé de théologie. Il est ordonné prêtre pour l'archidiocèse de Capiz (en) le 14 avril 1976 dans la cathédrale de Roxas City.
Il a travaillé au séminaire Saint-Pie-X où il exerça en tant que professeur, doyen et directeur spirituel. Il étudia aussi la psychologie à l'Université de La Salle de Manille et le droit canon à l'Université de Santo Tomas, toujours à Manille et à l'Université pontificale Saint-Thomas-d'Aquin de Rome où il obtint sa licence, au cours de ces études, il rejoint l'Ordre des Prêcheurs. Après cela, il retourna aux Philippines où il travailla au séminaire de Vigan et au séminaire régional de Jaro. En 1995, il devient recteur du séminaire Saint-Pie-X, là même où il étudia, travaillant en même temps dans l'administration de l'archidiocèse de Capiz (en).
Le pape Jean-Paul II l'a nommé le 25 juillet 2001 évêque de San Carlos (es) et il reçut la consécration épiscopale le 8 septembre 2001 des mains de Antonio Franco, nonce apostolique aux Philippines (en), assisté de Onesimo Cadiz Gordoncillo, archevêque de Cadiz (en) et de Angel Lagdameo (en), archevêque de Jaro (en).
Le 9 novembre 2011, le pape Benoit XVI le choisit pour devenir archevêque de Capiz (en). Au sein de la Conférence des évêques des Philippines, il est membre de la Commission pour la doctrine de la foi et de la Commission pour les peuples indigènes.
Le pape François le crée cardinal-prêtre lors du consistoire du 28 novembre 2020, avec le titre cardinalice de San Vigilio. Le pape François le nomme aussi membre de la Congrégation pour le clergé. Le 25 mars 2021, il le nomme archevêque de Manille, il succède ainsi au cardinal Luis Antonio Tagle, devenu préfet de la Congrégation pour l'évangélisation des peuples.

## Succession apostolique
Jose Advincula a ordonné les évêques suivants :
- Évêque Mel Rey Uy (en) (2017)
- Évêque Elias Ayuban (en), C.M.F. (2024)

## Armoiries

Armoiries de l'évêque de San Carlos.
Armoiries de l'archevêque de Capiz
Armoiries du cardinal-archevêque de Capiz
Armoiries du cardinal-archevêque de Manille